# Villa Campiglia
Villa Campiglia è situata nel comune di Albettone (Provincia di Vicenza). Edificata nel XV secolo dai nobili Campiglia, è passata poi alle famiglie Gonzaga, Maroli, Mazzucchelli, Salvi, Negri De Salvi, Negri De Salvi Rejna, Michelazzo. Rifatta e ampliata nell'Ottocento, è stata sede del Municipio dal 1949 al 2011.

## Storia

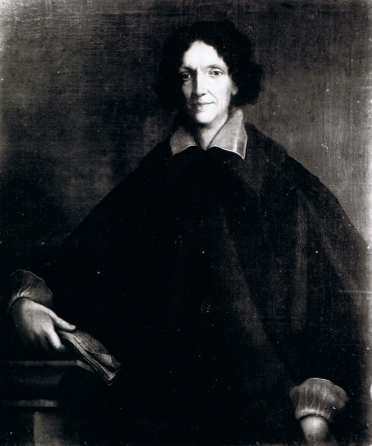
Maddalena Campiglia

Dell'edificio del Quattrocento non rimane traccia oggi. Per quanto se ne sa, la villa giunse abbastanza inalterata fino al 1842, quando l'architetto Antonio Caregaro Negrin, dovendo adattare il complesso di edifici alle esigenze dei conti Salvi, i nuovi proprietari della villa, decise di incorporare l’intero edificio quattrocentesco in un enorme palazzo neogotico, con torri e merlature, con un vasto giardino a sud. 
Una breve descrizione di quello che doveva essere l'aspetto della villa dei Campiglia, agli inizi del XVIII secolo, quindi prima della sua trasformazione in un complesso neogotico, può essere trovata in un inventario dei beni Maroli dell’anno 1725, conservato nell’archivio Salvi e riportato dal Morsolini. Nel documento storico si parla di “un palazzo dominicale con loggia inferiore e portico superiore e varie stanze terrene e superiori, caneva, tinazzara, granai e colombara, li coperti dei quali sono rovinati, e così in parte anche quelli del palazzo con molti balconi delle stanze superiori d’esso palazzo e senza scuri, o logorati, o mezzo disfatti, con la travatura del portico superiore deteriorata per le acque piovane… con corte, giardino, orto e brolo… con stalle di vaccarie e suoi portici et con stalla da cavalli et altre comodità… una chiesetta verso ponente col titolo de’ santi Filippo e Giacomo”. 
La villa conobbe l’apice del suo splendore, come dimora estiva dei nobili Campiglia, negli ultimi decenni del XVI secolo, con la presenza della poetessa Maddalena Campiglia. Era infatti un luogo di ritrovo di letterati e umanisti, ma anche un punto di riferimento per la nobiltà vicentina e veneziana, che trascorreva in villa l’estate.
Dopo la famiglia Campiglia, nel XVII secolo la villa è passata al nobile Guido Sforza Gonzaga che aveva sposato Elena, l’unica figlia di Pier Maria Campiglia. Dopo la morte di Guido Gonzaga, avvenuta il 23 febbraio 1607 combattendo contro i Turchi, in Ungheria, i suoi eredi, oppressi dai debiti, vendettero la villa nel 1648 al nobile bresciano Marco Marolivi. La proprietà passò poi per eredità, nel 1725, a Federico Mazzucchelli che affianca al proprio cognome quello di Maroli.
Verso la metà del Settecento soggiornò nella villa lo studioso e letterato Giammaria Mazzucchelli, autore di un ponderoso Dizionario degli scrittori italiani, opera rimasta incompiuta in quanto prematuramente morto il 19 novembre 1765.
Dal XVI secolo in poi la residenza cominciò a perdere il suo lustro fino all’arrivo dei conti Salvi che, nel 1842, commissionarono a Negrin la ristrutturazione e il riadattamento dell’edificio. 
Successivamente la villa passò dai Salvi ai Negri, poi Negri De Salvi fino al matrimonio della contessa Camilla Negri De Salvi (1913) al barone Alfonso Rejna Majorana.
L’11 novembre 1939 i beni furono acquistati dal comm. Albano Michelazzo che mantenne la villa fino al 1949 per poi cederla al comune di Albettone, per 15 milioni di lire, che la mantenne come sede comunale fino al 2011. Oggi risulta disabitata.